# Reusenques de lletres
Reusenques de lletres és una iniciativa literària -creada el 2013- impulsada i representada per Fina Masdéu i Victòria Rodrigo que aplega diverses escriptores vinculades amb la capital del Baix Camp i de trajectòries molt diverses: narrativa, poesia, literatura infantil, periodisme, assaig, història, biografia, etc. Amb la finalitat de crear una plataforma estable que permeti fer emergir el talent local tant de la literatura de ficció com de no ficció i donar-li visibilitat amb la realització d'actes literaris com ara: tertúlies, xerrades, sessions literàries, tallers d'escriptura, etc. L'any 2015, amb el suport del Servei de Biblioteques de la Generalitat de Catalunya, van organitzar un concurs literari de relats breus que formava part del programa d’activitats en commemoració de l’Any de les Biblioteques.
El grup ha editat diversos llibres: Lletres de Reusenques. Reusenques de Lletres (2013), Biblioteques personals (2014), Bibliorelats (2015), 14 vermuts: Espais literaris amb aroma de vermut (2016), Contes de Vilaencanteri (2017), Veus (2019) i bReus i eròtiques (2021).
Han participat en l'activitat Carme Agustench, Gisela Alcón, Carme Andrade, Maria Lluïsa Amorós, Magda Barceló, Marina Barraso, Àurea Bellera, Meritxell Blay, Natàlia Borbonès, Dolors Buyó, Maria Cabré, Montserrat Corretger Sàez,Pilar de los Hielos, Mònika Escuer, Laura Fabregat, Antònia Farré, Anna Figueras, Montserrat Flores, Aràntzazu Fonts Pallach, Fina Grau, Elisabet Màrquez, Isabel Martínez, M. Pilar López, Marta Magrinyà, Elisabeth Márquez, Fina Masdéu, Marta Molas, Ció Munté, Núria Naval, Isabel Olesti, Rosa Pagès, Lena Paüls,Empar Pont, Carme Puyol, Mariona Quadrada, Romana Ribé, Victòria Rodrigo, Carme Simó, Coia Valls i Dolors Vallverdú.
L'any 2018 Reusenques de Lletres va obtenir el premi Imprescindibles 2018 en la categoria Cultural organitzat per Canal Reus i Vermut Miró. 
L'any 2023 va realitzar la lectura institucional del Manifest del 8 de març, Dia internacional de la Dona.  Arxivat 2023-04-24 a Wayback Machine.

## Llibres
- Lletres reusenques. Reusenques de Lletres. Tarragona: Silva, 2013[6][7][8][9][10] ISBN 9788415342366[11]
- Biblioteques personals. Tarragona: Arola, 2014[12][13][14][15][16] ISBN 9788494240386
- Bibliorelats. Tarragona: Arola, 2015 ISBN 9788494401664[17][18]
- 14 vermuts: Espais literari amb aroma de donzell. Tarragona: Arola 2016 ISBN 9788494522352[19][20]
- Contes de Vilaencanteri. Tarragona: Arola, 2017 ISBN 9788494764394[21]
- Veus. Tarragona: Arola, 2019 ISBN 9788494995156
- bReus i eròtiques. Tarragona: Arola, 2021 Arxivat 2023-04-24 a Wayback Machine.
- Intrigues a la carta. Tarragona: Arola, 2023[22]

## Activitats literàries
- Tertúlia literària
- Lletres de Nit[23][24][25][26]
- Lletres noves
- Xerrada: Biblioteques personals[27][28]
- Sessions literàries: La història novel·lada,[29][30] L'univers líric. I amb ulls d'infant,[31] Gust i disgust d'escriure[32][33] i Reus Literari.[34][35]
- Taller Lletres d'escriptura creativa[36][37][38]
- Concurs literari Bibliorelats[39][40][41]
- Ruta literària del vermut[42]
- Exposició: Reusenques :10 anys
- Publicacions de contes i articles "Lletraferides" en la Revista NW  i Reusdigital  Arxivat 2023-04-24 a Wayback Machine.